# Australian Women's Register
Australian Women's Register je spletna podatkovna zbirka z iskalnikom, katere namen je zajeti avstralske ženske in avstralske ženske organizacije. Združuje številne vire in uporabnikom omogoča iskanje zgodovinskega in sodobnega gradiva o pomembnih avstralskih ženskah iz vseh področjih. Njegov namen je pomagati uporabnikom pri iskanju
- ženske
- organizacije
- arhivov
- publikacij
- in drugih digitalnih virov.

Del projekta Australian Women's Archives Project je bil ustanovljen leta 2000 in ga vzdržuje National Foundation for Australian Women (NFAW) skupaj z Univerzo v Melbournu.